# Катастрофа Ту-124 под Джорхатом
Катастрофа Ту-124 под Джорхатом — авиационная катастрофа самолёта Ту-124К военно-воздушных сил Индии, произошедшая в субботу 5 ноября 1977 года близ Джорхата (штат Ассам). В катастрофе погибли 5 человек, среди выживших — премьер-министр Индии Морарджи Десаи.

## Самолёт
Ту-124К с заводским номером 6351902 и серийным 19-02 был выпущен Харьковским авиационным заводом в 1966 году. В октябре самолёт продали в Индию, где он получил бортовой номер V643 (позывные — VU-AVB, по другим данным — BVS643) и имя Pushpak Rath (Цветочная колесница) и начал эксплуатироваться в военно-воздушных силах страны.

## Катастрофа
Самолёт выполнял рейс из Дели в Джорхат, в ходе которого перевозил группу индийского правительства, включая премьер-министра Морарджи Десаи. В 17:03 с 5 членами экипажа и 5 пассажирами на борту Ту-124 вылетел из авиабазы Палам. Заход на посадку в Джорхате выполнялся уже в ночное время, при этом экипаж не смог выйти на ВПП, поэтому был отправлен на второй круг. При выполнении повторного захода на посадку лайнер опустился ниже глиссады, после чего в 19:42 зацепил верхушки деревьев. Потеряв управление, машина упала на рисовое поле и разбилась. В происшествии погибли все 5 членов экипажа, но никто из пассажиров при этом не пострадал.